# Drombus
Drombus là một chi của Họ Cá bống trắng

## Các loài
Chi này hiện hành có các loài sau đây được ghi nhận:
- Drombus dentifer (Hora, 1923) (Yellow drombus)
- Drombus globiceps (Hora, 1923) (Kranji drombus)
- Drombus halei Whitley, 1935 (Hale's drombus)
- Drombus key (J. L. B. Smith, 1947) (Key goby)
- Drombus kranjiensis (Herre, 1940)
- Drombus lepidothorax Whitley, 1945 (White-edge drombus)
- Drombus ocyurus (D. S. Jordan & Seale, 1907) (Bluemarked drombus)
- Drombus palackyi D. S. Jordan & Seale, 1905
- Drombus simulus (J. L. B. Smith, 1960) (Pinafore goby)
- Drombus triangularis (M. C. W. Weber, 1909)